# فردیناند دو روتشیلد
فردیناند دو روچیلد (انگلیسی: Ferdinand de Rothschild؛ ۱۷ دسامبر ۱۸۳۹ – ۱۷ دسامبر ۱۸۹۸) بانکدار اهل پادشاهی متحد بریتانیای کبیر و ایرلند بود.